# Emma Nilsson
Emma Nilsson (Gräsmark, 18 de noviembre de 1993) es una deportista sueca que compite en biatlón. Ganó una medalla de oro en el Campeonato Europeo de Biatlón de 2019, en el relevo mixto.

## Palmarés internacional
| Campeonato Europeo | Campeonato Europeo           | Campeonato Europeo | Campeonato Europeo |
| Año                | Lugar                        | Medalla            | Prueba             |
| ------------------ | ---------------------------- | ------------------ | ------------------ |
| 2019               | Minsk-Raubichi (Bielorrusia) | Medalla de oro     | Relevo mixto       |